# 莫佐利夫卡 (波德蓋齊區)
49°12′28″N 25°14′22″E / 49.20778°N 25.23944°E
莫佐利夫卡（烏克蘭語：Мозолівка）是位於烏克蘭西部特諾皮爾州裏特諾皮爾區的村莊，始建於1641年，面積14.36平方公里，海拔高度346米，2001年人口182。